# Agrostis holgateana
Agrostis holgateana é uma espécie de gramínea do gênero Agrostis, pertencente à família Poaceae.